# Samantha Janus
Samantha Zoe Womack Janus (Brighton, 2 november 1972) is een Britse actrice en popzangeres. Ze is in 2009 getrouwd met acteur Mark Womack, met wie ze toen al twee kinderen had.
Haar vader, singer-songwriter Noel Janus, en haar moeder, fotomodel en actrice Diana O'Hanlon, gingen in 1978 uit elkaar. Daarna groeide ze op in Edinburgh met haar moeder en haar tweede vader, een arts. Ze volgde de Sylvia Young Theatre School in Londen. In 1991 won ze A Song For Europe en mocht ze het Verenigd Koninkrijk vertegenwoordigen op het Eurovisiesongfestival in Rome met A message to your heart. Ze eindigde op een gedeelde tiende plaats. Haar single bereikte de dertigste plaats in de hitparade.
Hierna begon ze aan haar acteercarrière. Ze speelde in enkele series mee voordat ze in de sitcom Game On verscheen, waar bleek dat ze komisch talent had. Ze speelde ook in dramaseries, waar ze haar man leerde kennen. Zij en Womack waren van 1998 tot 2000 de hoofdrolspelers in de (ook in Nederland uitgezonden) ITV-politieserie Liverpool 1. Ze keerde terug naar comedy met Babes in the Wood. Na één seizoen verliet ze de serie.
In 2002 speelde Janus in het BBC-drama Strange en in enkele films. Van 2007 tot 2016 speelde ze Ronnie Mitchell in de BBC-soapserie EastEnders.
1957: Patricia Bredin · 
1959: Pearl Carr & Teddy Johnson · 
1960: Bryan Johnson · 
1961: The Allisons · 
1962: Ronnie Carroll · 
1963: Ronnie Carroll · 
1964: Matt Monro · 
1965: Kathy Kirby · 
1966: Kenneth McKellar · 
1967: Sandie Shaw · 
1968: Cliff Richard · 
1969: Lulu · 
1970: Mary Hopkin · 
1971: Clodagh Rodgers · 
1972: The New Seekers · 
1973: Cliff Richard · 
1974: Olivia Newton-John · 
1975: The Shadows · 
1976: Brotherhood of Man · 
1977: Lynsey de Paul & Mike Moran · 
1978: Co-Co · 
1979: Black Lace · 
1980: Prima Donna · 
1981: Bucks Fizz · 
1982: Bardo · 
1983: Sweet Dreams · 
1984: Belle & The Devotions · 
1985: Vikki Watson · 
1986: Ryder · 
1987: Rikki · 
1988: Scott Fitzgerald · 
1989: Live Report · 
1990: Emma · 
1991: Samantha Janus · 
1992: Michael Ball · 
1993: Sonia · 
1994: Frances Ruffelle · 
1995: Love City Groove · 
1996: Gina G · 
1997: Katrina & the Waves · 
1998: Imaani · 
1999: Precious · 
2000: Nicki French · 
2001: Lindsay Dracass · 
2002: Jessica Garlick · 
2003: Jemini · 
2004: James Fox · 
2005: Javine Hylton · 
2006: Daz Sampson · 
2007: Scooch · 
2008: Andy Abraham · 
2009: Jade Ewen · 
2010: Josh Dubovie · 
2011: Blue · 
2012: Engelbert Humperdinck · 
2013: Bonnie Tyler · 
2014: Molly · 
2015: Electro Velvet · 
2016: Joe & Jake · 
2017: Lucie Jones · 
2018: SuRie · 
2019: Michael Rice · 
2021: James Newman ·
2022: Sam Ryder ·
2023: Mae Muller ·
2024: Olly Alexander ·
2025: Remember Monday
- Gemeinsame Normdatei: 1062571614
- International Standard Name Identifier: 0000 0000 5739 3344
- Library of Congress Control Number: no2018145396
- MusicBrainz: 6c62f204-4a69-4e07-b8d2-5d164f2f7ead
- Virtual International Authority File: 312620669
- WorldCat: E39PBJx8B4V8xbqP8R6jX8pQMP